# Flamsopp
Flamsopp eller slätfotad sopp, Suillellus queletii, är en sopp i familjen Boletaceae.

## Förekomst
Flamsoppen har en vid utbredning i Europa, men, då det är en värmekrävande art, är den vanligast i söder. Den förekommer även i Asien. I Sverige är den mycket sällsynt med fynd från Skåne, Södermanland och Uppland. I Finland förekommer den på en lokal längst ner i sydväst (Lenholmen). I Danmark är den sällsynt och förekommer på öarna och på Jylland öster om israndslinjen.
Den förekommer i lövskog, företrädesvis i kalktrakter, och bildar ektomykorrhiza med främst ekar, sällsynt även med bokar, avenbok, hassel och björkar.

## Kännetecken
Hatten blir upp till 9 cm i diameter och är välvd tillplattad. Hatthuden är slät eller sammetsluden och har vanligen (olivtonat gul) orange till tegelröd (eller kanelbrun) färg; blånar vid beröring. Porerna är som unga gula, senare orangeröda, och blånar vid tryck. Foten är gulaktig, slät eller med blekt orange till blekt röda korn, och har vinröd bas. Köttet är ljusgult, i fotbasen vinrött, och blånar i snittytor. Lukt och smak är inte påfallande.
Flamsoppen påminner något om blodsopp, som också saknar upphöjt ådernät på foten, men denna har inte vinröd fotbas och fotens yta är tydligare rödprickig (dessutom är porerna vanligen cinnoberröda hos blodsopp).

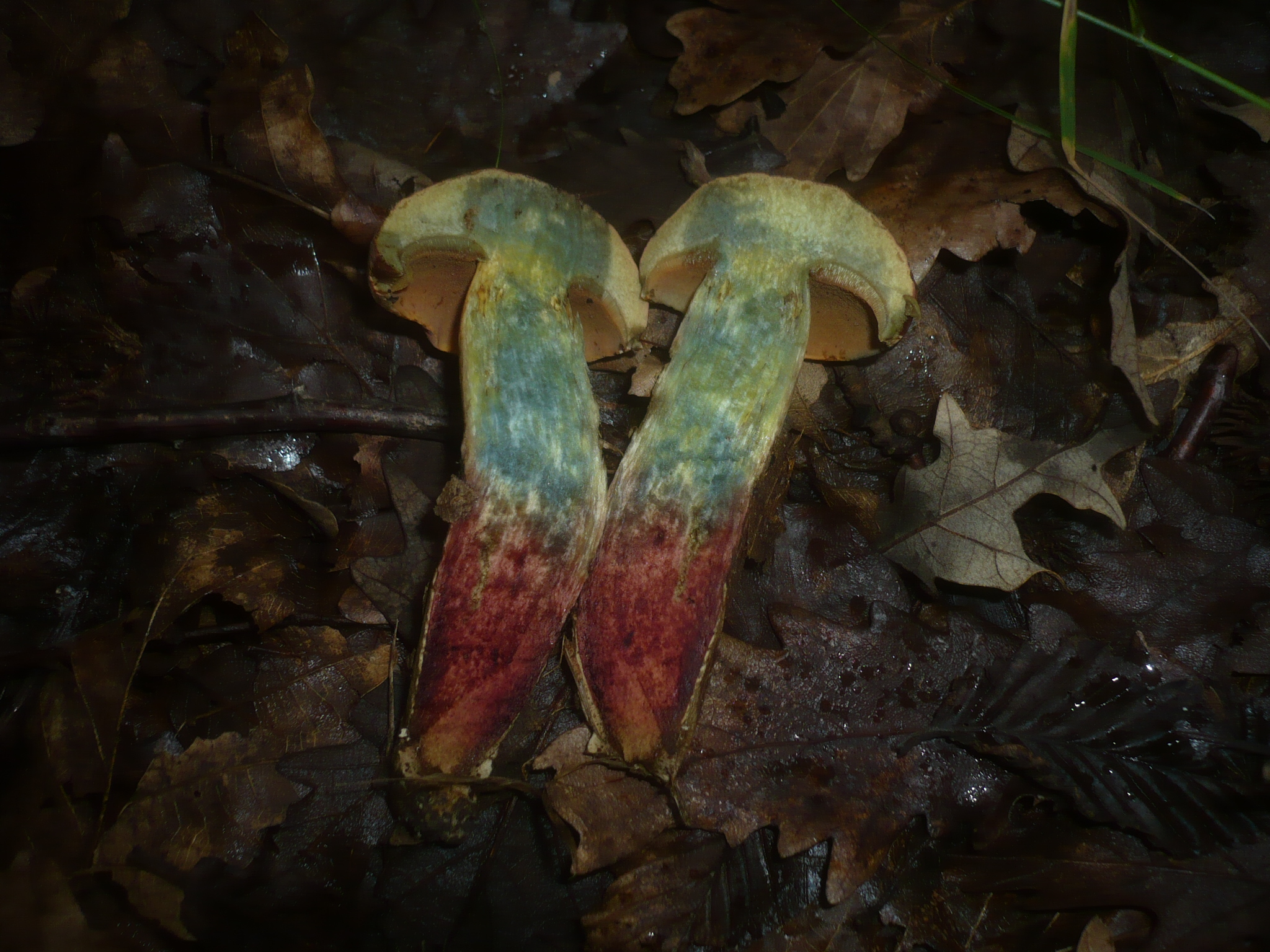
Köttet är gult, vinrött i fotbasen, och blånar i snittytor.
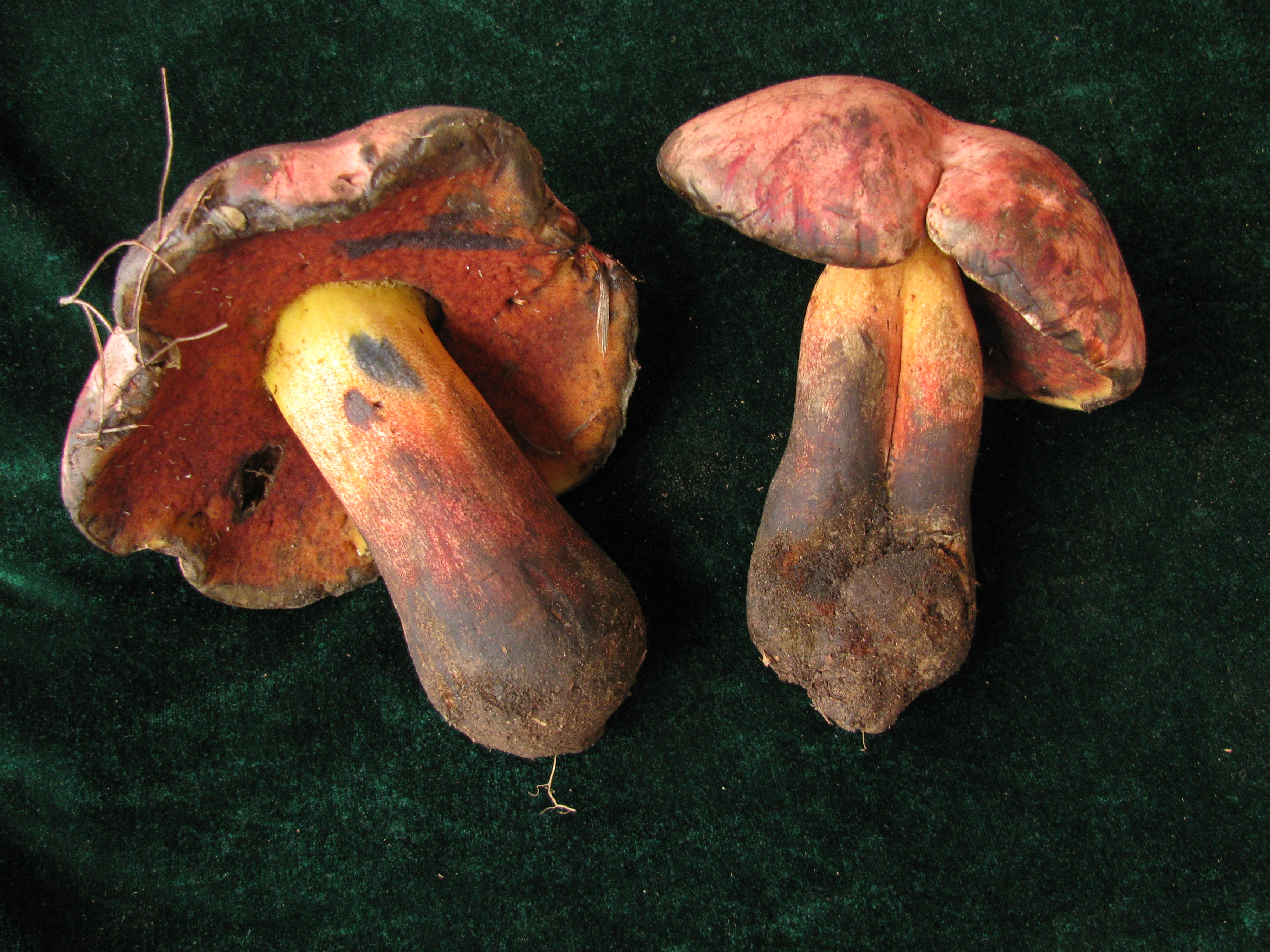
Hatthuden är ofta tegelröd...
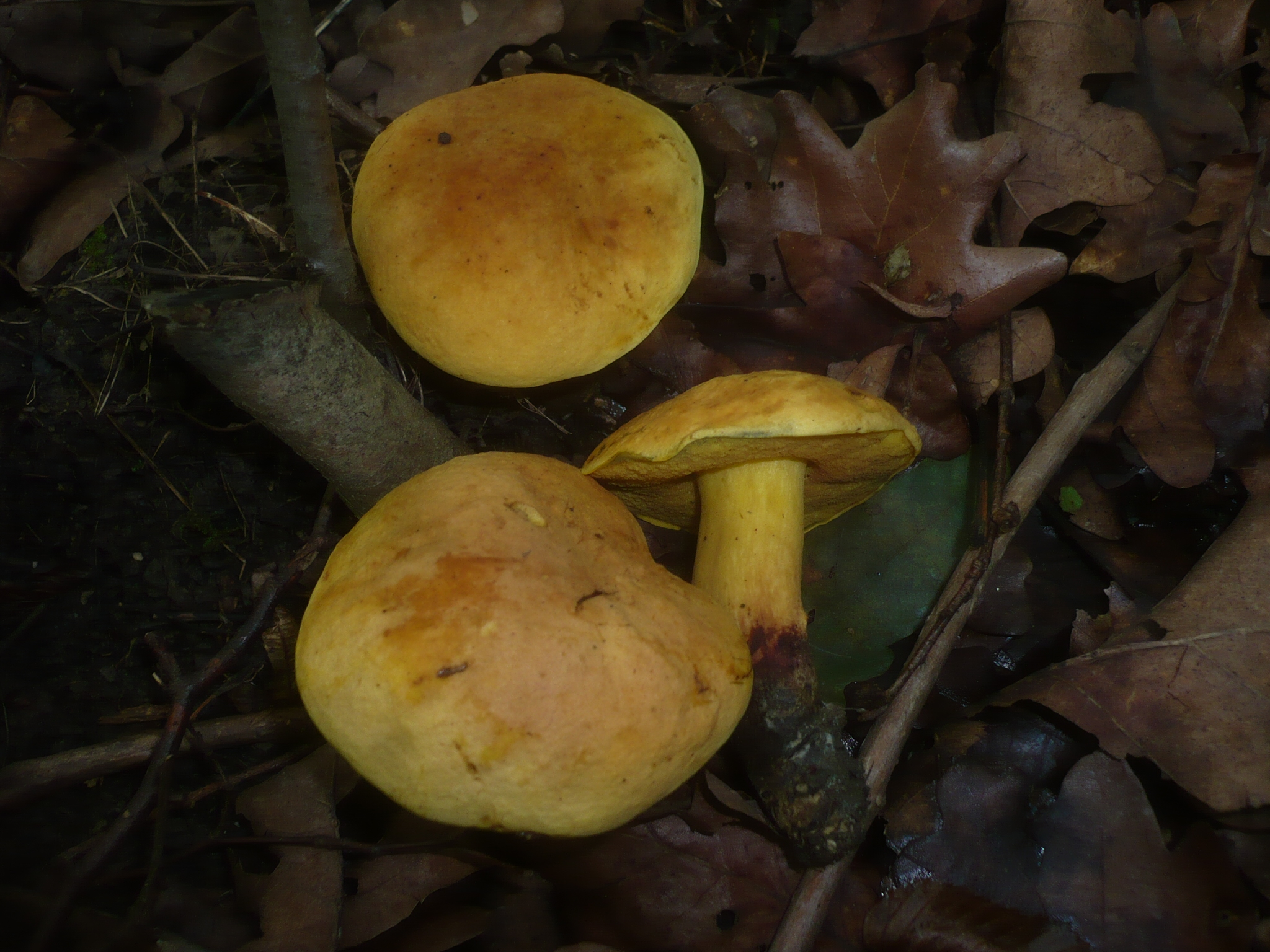
... ibland gulaktig...
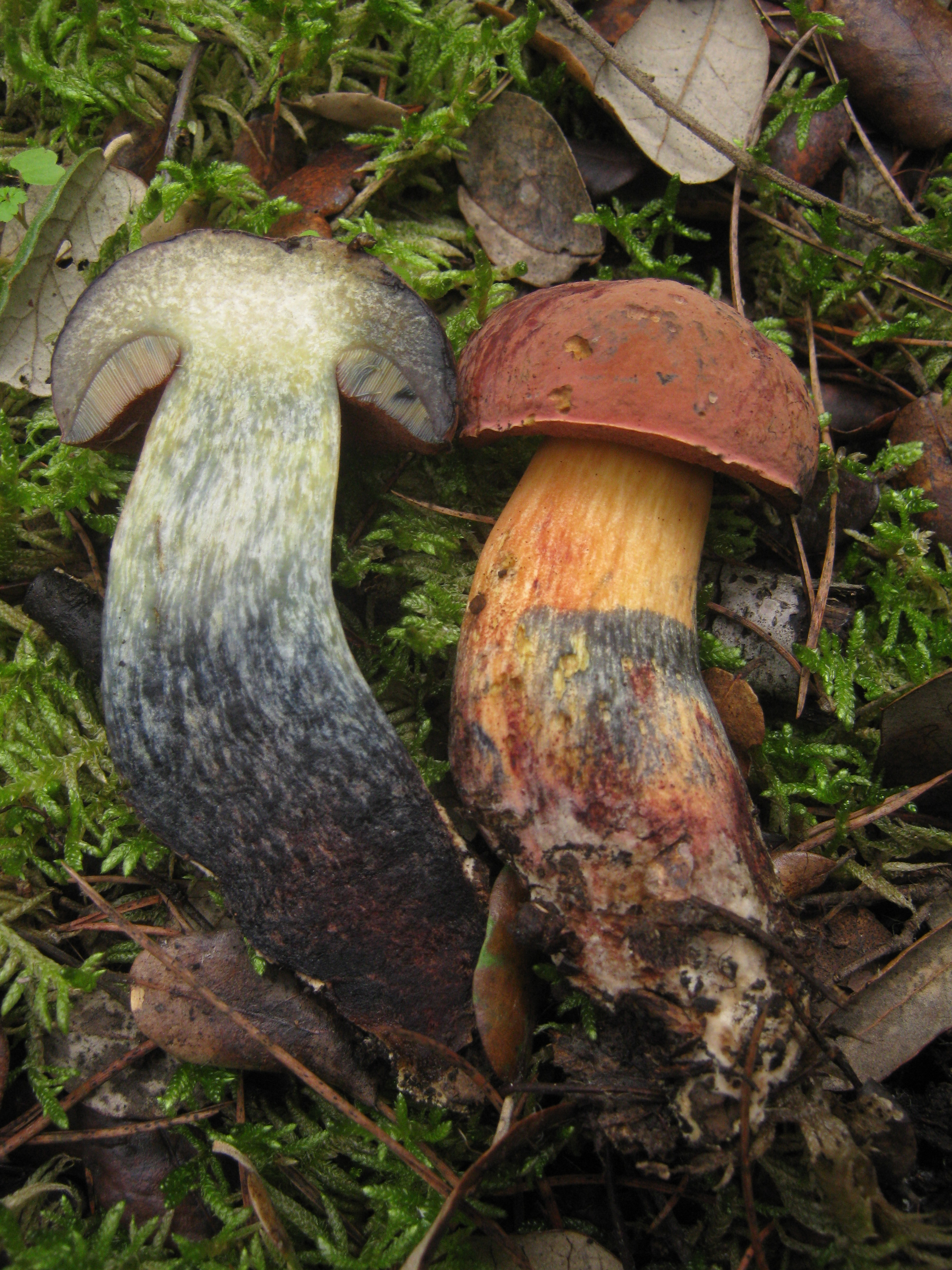
...eller brun.

## Matsvamp
Den är ätlig men bör på grund av sin sällsynthet inte plockas.

## Taxonomi
Flamsoppen beskrevs 1885 av Stephan Schulzer von Müggenburg som Boletus queletii. 2014 flyttade Alfredo Vizzini, Giampaolo Simonini och Matteo Gelardi den till det samma år av molekylärfylogenetiska skäl återupprättade släktet Suillellus.
Arten är uppkallad efter den franske mykologen Lucien Quélet.